# Pseudosympodomma indicum
Pseudosympodomma indicum är en kräftdjursart som beskrevs av Kurian 1954. Pseudosympodomma indicum ingår i släktet Pseudosympodomma och familjen Bodotriidae. Inga underarter finns listade i Catalogue of Life.